# Seven Trees
Seven Trees is een plaats (census-designated place) in de Amerikaanse staat Californië, en valt bestuurlijk gezien onder Santa Clara County.

## Demografie
Bij de volkstelling in 2000 werd het aantal inwoners vastgesteld op 1666.

## Geografie
Volgens het United States Census Bureau beslaat de plaats een oppervlakte van
0,4 km², geheel bestaande uit land.

## Plaatsen in de nabije omgeving
De onderstaande figuur toont nabijgelegen plaatsen in een straal van 16 km rond Seven Trees.